# 朱暹
朱暹，明朝政治人物、進士。
永樂四年（1406年）三甲第一百一十七名進士。永樂六年，授兵科給事中。